# 1912 en Colombie-Britannique
Chronologie de la Colombie-Britannique
- 1908
- 1909
- 1910
- 1911
- 1912
- 1913
- 1914
- 1915
- 1916

Cette page concerne des événements qui se sont produits durant l'année 1912 dans la province canadienne de Colombie-Britannique.

## Politique
- Premier ministre : Richard McBride.
- Chef de l'Opposition : Harlan Carey Brewster
- Lieutenant-gouverneur : Thomas William Paterson
- Législature :

## Événements

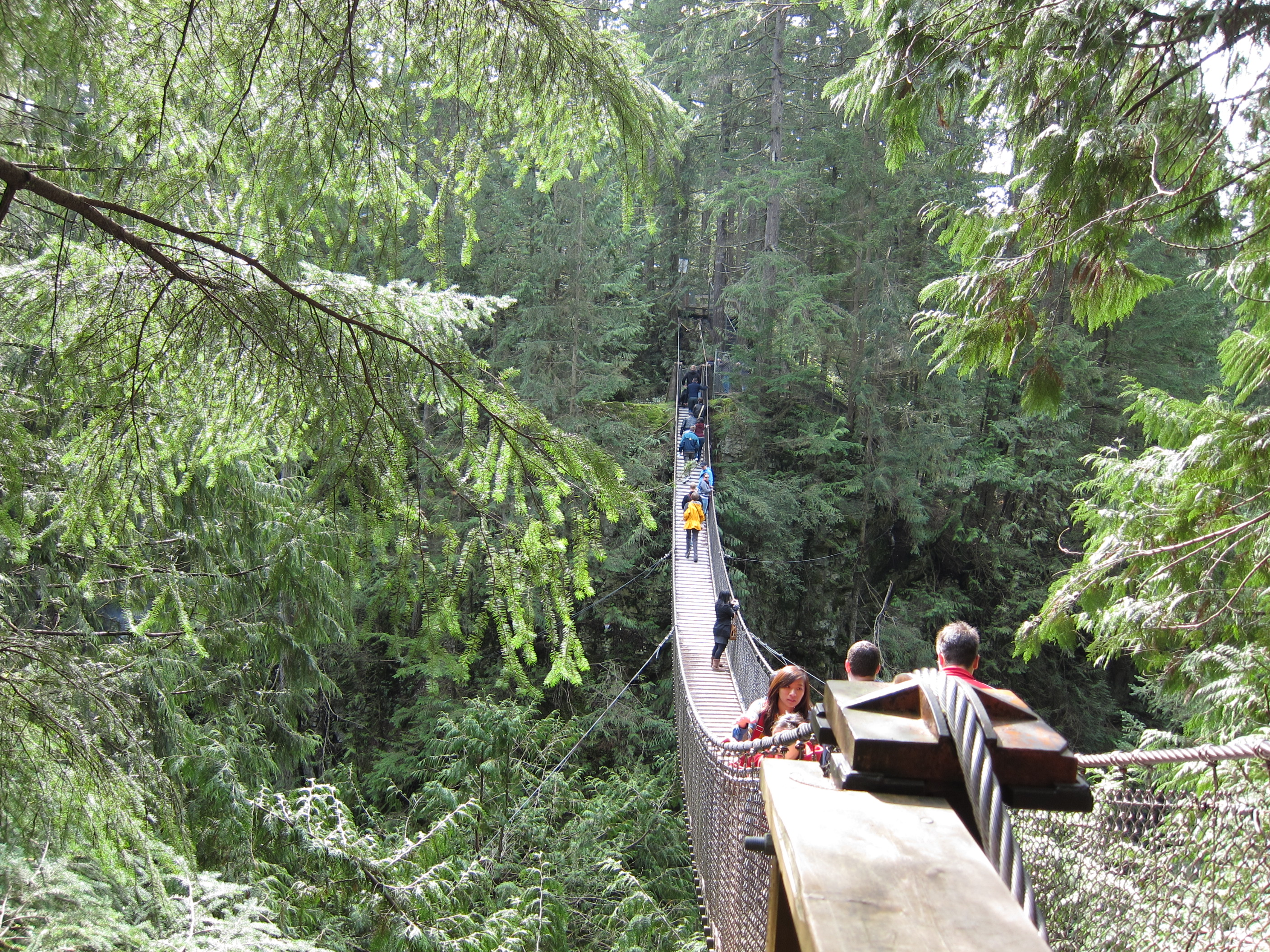
Lynn Canyon Park - Pont suspendu

- Première ascension du Mont Robson.
- Mise en service à North Vancouver du  Lynn Canyon Suspension Bridge , passerelle suspendue pour piétons en acier et bois [1].

## Naissances
- 3 février à Victoria : Joseph Lynn Patrick (mort le 26 janvier 1980 à Saint-Louis, Missouri aux États-Unis), joueur et un entraîneur professionnel canadien de hockey sur glace. Il évoluait en position d'ailier gauche. En 1940, il remporte la coupe Stanley avec les Rangers de New York.

- 12 septembre à Victoria : Lewis Franklin Rush, coureur cycliste canadien, amateur il participe à l'épreuve du kilomètre et à la poursuite par équipes aux Jeux olympiques de 1932[2], entraîné par William Peden[3], il devient professionnel, spécialiste des courses de six jours. Il participe à 23 six jours. Il remporte deux épreuves, terminant également 4 fois sur le podium.

- 28 octobre à Victoria : Arthur St. Clair « Art » Chapman, mort le 3 février 1986, à Nanaimo (Canada), joueur canadien de basket-ball. Il a joué lors des Jeux olympiques de 1936 avec son frère Chuck.